# Homalium kwangsiense
Homalium kwangsiense är en videväxtart som beskrevs av How och Ko. Homalium kwangsiense ingår i släktet Homalium och familjen videväxter. Inga underarter finns listade i Catalogue of Life.